# Machemni
Machemni, jedna od skupina Miwoka iz Kalifornije, koji su živjeli između rijeka Cosumnes i Mokelumne, na popodručju današnjih okruga Eldorado i Amador. 
Kod raznih autora (Bancroft, Hale, Taylor) nazivani su sličnim nazivima: Omochumnies, Omutchumnes, Matchemnes, Omatchamne